# Выдровая землеройка
Выдровая землеройка, или большая выдровая землеройка (лат. Potamogale velox), — вид млекопитающих из семейства выдровых землероек (Potamogalidae). Единственный вид монотипического рода.

## Описание

### Внешний вид
Длина тела до с хвостом до 65 см (на хвост приходится примерно 30 см). Хвост сильно сплющен с боков. Мех густой и короткий. Окрас верхней стороны тела тёмно-бурый, нижней — беловатый.

### Распространение и места обитания
Живёт в джунглях Экваториальной Африки. Населяет берега небольших рек и ручьёв.

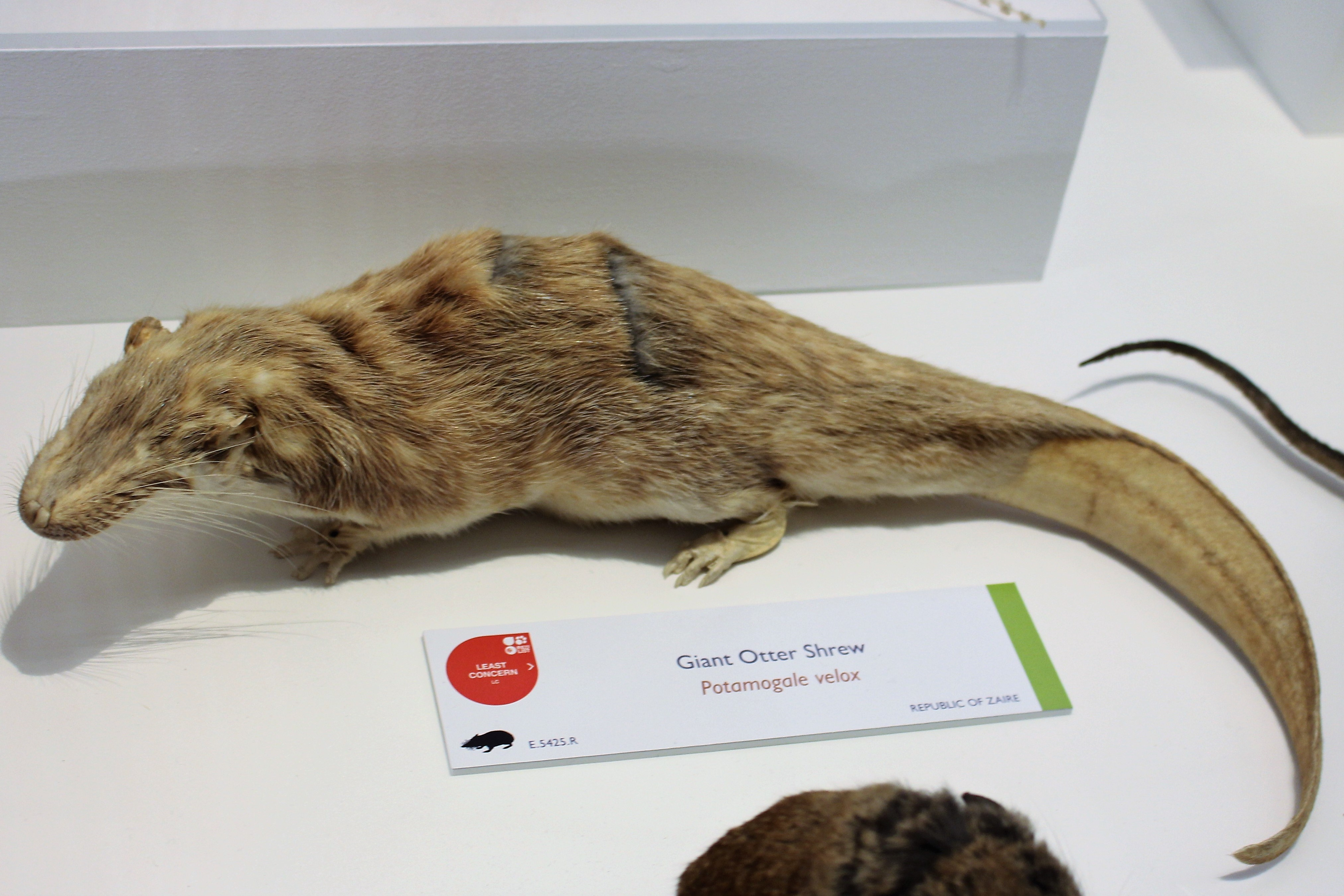

### Образ жизни и питание
Выдровая землеройка ведёт полуводный образ жизни. Кормится мелкими рыбами, крабами и земноводными.